# Kiến Thiết, Tiên Lãng
Kiến Thiết là một xã thuộc huyện Tiên Lãng, thành phố Hải Phòng, Việt Nam.
Xã Kiến Thiết có diện tích 12,18 km², dân số năm 1999 là 10286 người, mật độ dân số đạt 844 người/km².